# Закон Беца

Схема протекания воздушного потока через ротор ветрогенератора

Закон Беца (англ. Betz' law) определяет максимальную мощность ветрогенератора при заданной скорости ветра и площади ротора. Открыт в 1919 году немецким физиком Альбертом Бецом. Согласно этому закону, ветрогенератор может забрать не более 59,3 % мощности падающего на него воздушного потока.

## Элементарное объяснение

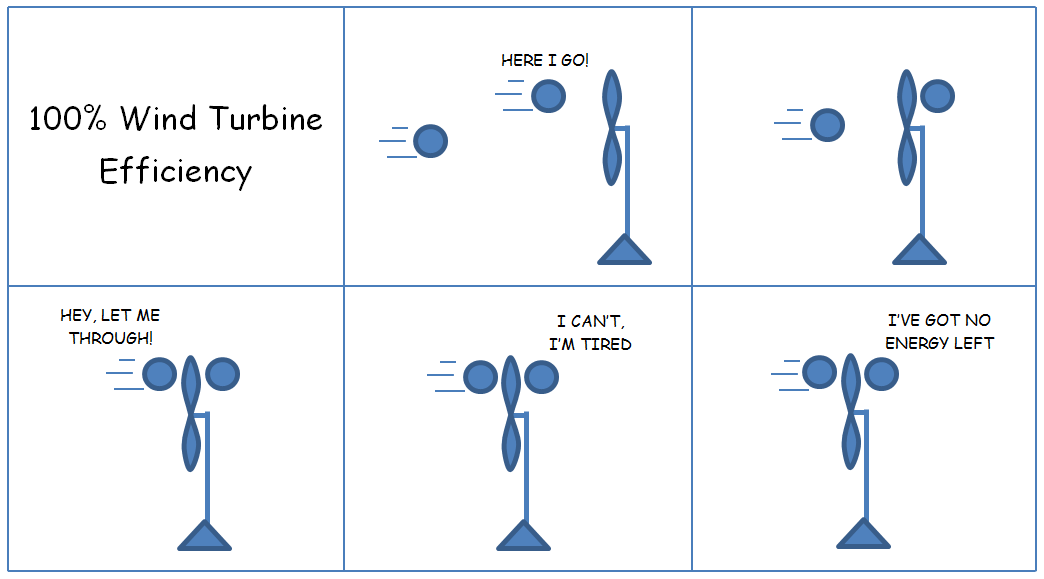
Эскиз двух молекул воздуха объясняющий, почему ветровые турбины не могут работать со 100 % эффективностью.

Энергия, выдаваемая ветрогенератором, зависит от массы прошедшего через него воздуха (называемого расходом) и доли мощности, отбираемой им у воздушного потока, которая выражается в замедлении потока при прохождении его через ротор. Рассмотрим два крайних случая:
- Если ротор отбирает у потока 100% мощности, то поток остановится, при этом расход будет нулевым и выдаваемая ветрогенератором мощность также будет нулевой.
- Если же ротор отбирает у потока 0% мощности, то расход будет максимальным, но выдаваемая энергия тоже будет нулевой.

Таким образом, наилучший режим работы любого ветрогенератора лежит посередине между этим двумя крайними случаями. Закон Беца математически выражает этот режим максимальной эффективности. Он утверждает, что максимальный КПД, равный 16/27 (59,3 %), достигается, когда воздух при прохождении через ротор замедляется в три раза.

## Три независимых открытия предела эффективности турбины
Британский учёный Фредерик Ланчестер вычислил эффективность турбины в 1915 году. Русский учёный, создатель аэродинамики как науки, Николай Егорович Жуковский, опубликовал такой же результат об идеальной ветровой турбине в 1920 году, в том же году что Бец. Это яркий пример закона Стиглера.

## Вывод формулы
Предел Беца представляет собой максимальную возможную энергию, которую поток воздуха определённой скорости может передать бесконечно тонкому ротору.
Чтобы вычислить максимальную теоретическую эффективность тонкого ротора (например, ветряной мельницы), заменим ротор диском, который забирает энергию из проходящего сквозь него потока. Пройдя сквозь диск, поток теряет часть скорости.

### Допущения
1. Ротор не имеет ступицы и идеален, с бесконечным количеством лопастей, которые не имеют сопротивления.
2. Поток имеет строго осевое направление. Весь поток, падающий на диск, полностью проходит сквозь него и выходит с обратной стороны.
3. Поток несжимаемый. Плотность остается постоянной, теплоотдача отсутствует.
4. Усилие на диск или ротор равномерное.

### Применение закона сохранения массы (уравнение непрерывности)
Применяя к объёму воздуха, проходящему через ротор, закон сохранения массы, получим выражение для массового расхода (массы воздуха, проходящего через ротор за единицу времени):
{\displaystyle {\dot {m}}=\rho A_{1}v_{1}=\rho Sv=\rho A_{2}v_{2},}
где {\displaystyle v_{1}} — скорость потока перед ротором; {\displaystyle v_{2}} — скорость потока за ротором; {\displaystyle v} — скорость на гидравлическом силовом устройстве; {\displaystyle \rho } — плотность воздуха; {\displaystyle S} — площадь ротора; {\displaystyle A_{1}} и {\displaystyle A_{2}} — сечение потока воздуха, падающего на ротор и выходящего из него.
Таким образом, произведение плотности, сечения потока и скорости должно быть одинаковым в каждой из трех областей: до ротора, при прохождении через ротор и после.

### Мощность и скорость потока воздуха в роторе
Сила, действующая на поток воздуха со стороны ротора, равна массе воздуха, проходящей через ротор за единицу времени, умноженной на изменение его скорости:
{\displaystyle F=\rho Sv(v_{1}-v_{2}).}
Мощность есть произведение силы на скорость:
{\displaystyle P=\rho Sv^{2}(v_{1}-v_{2}).}
С другой стороны, мощность можно вычислить как потерю энергии воздушным потоком за единицу времени:
{\displaystyle P={\tfrac {1}{2}}\rho Sv(v_{1}^{2}-v_{2}^{2}).}
Приравнивая оба выражения, получаем, что скорость потока воздуха в роторе равна среднему арифметическому скоростей до и после него:
{\displaystyle v={\tfrac {1}{2}}(v_{1}+v_{2}).}

### Закон Беца и КПД
Подставим это значение в выражение для мощности:
{\displaystyle P={\tfrac {1}{4}}\rho S(v_{1}+v_{2})(v_{1}^{2}-v_{2}^{2})} {\displaystyle ={\tfrac {1}{4}}\rho Sv_{1}^{3}\left(1+\left({\tfrac {v_{2}}{v_{1}}}\right)-\left({\tfrac {v_{2}}{v_{1}}}\right)^{2}-\left({\tfrac {v_{2}}{v_{1}}}\right)^{3}\right).}

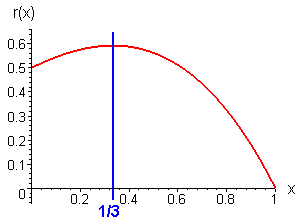
Зависимость коэффициента C_{p} (вертикальная ось) от v_{2}/v_{1}"

Дифференцируя последнее выражение по {\displaystyle {\tfrac {v_{2}}{v_{1}}}} при постоянных {\displaystyle v_{1}}, {\displaystyle S} и приравнивая полученное выражение к нулю, находим, что {\displaystyle P} имеет максимум при {\displaystyle {\tfrac {v_{2}}{v_{1}}}={\tfrac {1}{3}}}.
Подставляя этот результат в выражение для мощности, получим
{\displaystyle P_{\text{max}}={\tfrac {16}{27}}\cdot {\tfrac {1}{2}}\rho Sv_{1}^{3}.}
Полная мощность потока воздуха с сечением {\displaystyle S} и скоростью {\displaystyle v_{1}} равна
{\displaystyle P_{\text{wind}}={\tfrac {1}{2}}\rho Sv_{1}^{3}.}
Поэтому выражение для максимальной теоретически возможной мощности ветрогенератора можно записать в виде
{\displaystyle P_{\text{max}}=C_{\text{p}}\cdot P_{\text{wind}},}
где {\displaystyle C_{\text{p}}={\tfrac {16}{27}}} — это «коэффициент мощности», который показывает, какую максимальную долю мощности падающего потока забирает ротор ветрогенератора.  Он равен {\displaystyle C_{\text{p}}={\tfrac {16}{27}}=0,593}, то есть КПД ветрогенератора не может превышать 59,3%.
Современные большие ветрогенераторы достигают значений {\displaystyle C_{\text{p}}} от 0,45 до 0,50, то есть 75–85% от максимально возможного значения. При высокой скорости ветра, когда турбина работает на номинальной мощности, угол наклона лопастей увеличивают, тем самым уменьшая {\displaystyle C_{\text{p}}}, чтобы избежать повреждения ротора. При увеличении скорости ветра с 12,5 до 25 м/с мощность ветра возрастает в 8 раз, соответственно, при ветре 25 м/с необходимо снизить {\displaystyle C_{\text{p}}} до 0,06.